# Albert Ribas Massana
Albert Ribas Massana (Barcelona, 4 d'agost de 1950) és un polígraf, doctor en filosofia i editor català.
Va cursar els estudis de doctorat en Filosofia a la Universitat de Barcelona, culminats amb una tesi sobre la història filosòfica i científica del buit, tesi dirigida per Miguel Morey i aprovada (1995) en un tribunal presidit per Raimon Panikkar. La tesi va ser publicada (1997) a Ediciones Destino. Sota l'orientació, especialment, del filòsof i historiador de la ciència Alexandre Koyré, desenvolupà estudis sobre el buit i l'espai, sobre la polèmica Gottfried Wilhelm Leibniz-Clarke, sobre autors com Pierre Bayle, Gaston Bachelard, Mircea Eliade, sobre el nihilisme, sobre la mística heterodoxa, anomenada quietisme, representada per Miguel de Molinos, amb un especial interès pel silenci metodològic de Koyré, Bachelard i Eliade (en una línia paral·lela a la clàssica obra de Paul Feyerabend, Contra el mètode, 1975).
Com a polígraf, ha tractat temes ben diversos com ara la demografia, l'enigmística, la història del calendari, estudis sobre l'imaginari. Ha estat professor d'Introducció a les Humanitats a la Universitat Oberta de Catalunya. L'any 2008 va crear l'Editorial Sunya.

## Obres
- La Universitat Autònoma de Barcelona (1933-1939). Pròleg del Dr. Josep Trueta.  Barcelona: Edicions 62, 1976. ISBN 978-84-297-1175-2.
- L'economia catalana sota el franquisme (1939-1953. Pròleg de Jacint Ros i Hombravella.  Barcelona: Edicions 62, 1978. [[Special:BookSources/ISBN 978-84-297-1405-0|ISBN ISBN 978-84-297-1405-0]].
- Les caixes d'estalvi a Catalunya. Estructura i funcions.  Barcelona: Publicacions de la Fundació Jaume Bofill, Edicions de la Magrana, 1982. ISBN 978-84-85557-06-6.
- Biografía del vacío: su historia filosófica y científica desde la Antigüedad a la Edad Moderna.  Barcelona: Destino, 1997. ISBN 978-84-233-2852-9.. (Reed. Barcelona: Editorial Sunya, 2008. ISBN 978-84-612-3925-2).
- El buit, ciència i metàfora..  Generalitat de Catalunya, Departament de Cultura, s. d., Juliol 2000.
- Ribas Massana, Albert. Bachelard: del cientifismo a la imaginación de la materia, en Jaime D. Parra (Coord.), La simbología. Grandes figuras de la Ciencia de los Símbolos, Barcelona: [Ediciones de Intervención Cultura] Montesinos, 2001, p.121-129. ISBN 978-84-95580-01-6. Bachelard Arxivat 2018-02-09 a Wayback Machine.
- «Leibniz’ Discourse on the Natural Theology of the Chinese and the Leibniz-Clarke Controversy». Philosophy East & West, University of Hawai'i Press [Hawai], vol. 53, núm. 1, 1-2003, pàg. 64-86.. ISSN: 0031-8221. E-ISSN: 1529-1898. Editorial Sunya: Leibniz-Clarke